# Iker Hernández
Iker Hernández Ezkerro (Urnieta, 1994. április 8.) spanyol labdarúgó, aki a spanyol korosztályos válogatott tagja és a Real Sociedad B csatára.

## Statisztika
2014. november 27. szerint.
| Klub             | Szezon           | Bajnokság | Bajnokság | Kupa    | Kupa  | Nemzetközi | Nemzetközi | Összesen | Összesen |
| Klub             | Szezon           | Meccsek   | Gólok     | Meccsek | Gólok | Meccsek    | Gólok      | Meccsek  | Gólok    |
| ---------------- | ---------------- | --------- | --------- | ------- | ----- | ---------- | ---------- | -------- | -------- |
| Real Sociedad B  | 2011–12          | 5         | 0         | —       | —     | —          | —          | 5        | 0        |
| Real Sociedad B  | 2012–13          | 32        | 5         | —       | —     | —          | —          | 32       | 5        |
| Real Sociedad B  | 2013–14          | 34        | 11        | —       | —     | —          | —          | 34       | 11       |
| Real Sociedad B  | 2014–15          | 1         | 0         | —       | —     | —          | —          | 1        | 0        |
| Real Sociedad B  | Összesen         | 72        | 16        | 0       | 0     | 0          | 0          | 72       | 16       |
| Karrier összesen | Karrier összesen | 72        | 16        | 0       | 0     | 0          | 0          | 72       | 16       |